# Бангладешско-гамбийские отношения
Бангладешско-гамбийские отношения — взаимоотношения между Гамбией и Бангладеш.

## Сферы сотрудничества
Гамбия сотрудничает с Бангладеш в сельскохозяйственном секторе, чтобы достичь самообеспеченности продовольствием. Страна африканского континента также предлагала Бангладешу сотрудничество в сфере здравоохранения. Ещё Гамбия заинтересована в привлечении квалифицированных врачей и медсестер из Бангладеш. В свою очередь азиатская страна согласилась сотрудничать с Гамбией в этих секторах. Оба государства согласились развивать сотрудничество в таких областях, как медицина, сельское хозяйство (особенно выращивание риса и хлопка), образование и расширение прав и возможностей женщин. В 2014 году министр промышленности, торговли, региональной интеграции и управления предприятиями Гамбии Абдулия Джобе совершил официальный визит в Дакку. Он заявил, что ожидает помощи Бангладеша в социально-экономическом развитии Гамбии. В связи с двусторонними бангладешско-гамбийскими отношениями Гамбия возбудила уголовное дело против Мьянмы за геноцид, военные преступления и преступления против человечности против рохинджа. Гамбия также пообещала сотрудничать с Бангладеш в решении проблемы рохинджа.

## Экономическое сотрудничество
Бангладеш и Гамбия выразили заинтересованность в развитии двустороннего экономического сотрудничества и предпринимают необходимые шаги в этом направлении. Некоторые бангладешские товары, такие как: лекарства, одежда, джут, изделия из джута, трикотаж, цемент, керамика и т. д., имеют хороший спрос в Гамбии. Бангладеш также согласился помочь в привлечении квалифицированных рабочих из Бангладеш в Гамбию, которые могут внести вклад в социально-экономический сектор африканской страны.